# ディズニー化
ディズニー化（ディズニーか）、ディズニフィケーション（英語: Disneyfication）、ディズニゼーション（英語: Disneyization）とは、何らかの事物（エンターテインメントなど）や環境を、ウォルト・ディズニー・ブランド（そのメディアやテーマパークなど）を想起させるような、単純化され、管理された「安全」なものに商業的に変換することを指す、社会学の用語である。
広義には、現実の場所や物から本来の性格を取り除き、「消毒」されたフォーマットで表現するプロセスを指す。ネガティブな要素を排除し、事実を平易化（ダミング・ダウン）することで、対象をより楽しく、簡単に把握できるようにすることを目的としている。物理的な場所であれば、ディズニーパークの「メインストリートUSA」のように、現実のものを観光客向けの理想的な虚飾に置き換えることをいう。
この言葉は、欧米型の急速なグローバリゼーションや消費主義的なライフスタイルを背景とした、社会的・文化的な均質化という意味で軽蔑的に使われることが多い。この意味でディズニー化とは、「対象物を表面的なもの、さらには単純化したものに変換すること」を意味する。
また、ディズニー化は、アメリカの大衆文化の国際化、すなわち、より大きく・速く・良く、そして世界中でアメリカ的に統一されたエンターテイメントという概念を表現するためにも使われる。
より一般的には、ウォルト・ディズニー・カンパニーの作品そのものについての表現に関連して使用する場合もある。これは、おとぎ話・小説・歴史上の出来事といった素材を、ウォルト・ディズニー・カンパニーの作品であることがわかるように標準化されたフォーマットに落とし込む一般的なプロセスを意味する。

## 概要
「ディズニフィケーション」(Disneyfication)という言葉は1959年に初めて登場した。一方、「ディズニゼーション」(Disneyization)はニューヨーク大学のピーター・K・ファロン(Peter K. Fallon)による造語である。
前者は、アラン・ブライマンが2004年の著書"The Disneyization of Society"（社会のディズニー化）の中で、「ディズニーのテーマパークの理念が、アメリカ社会や世界のより多くの分野を支配するようになる過程」と表現して広めたものである。この2つの言葉はほぼ同じ意味で使われているが、ブライマンはディズニフィケーションよりもディズニゼーションの方が好きだと述べている。
ブライマンは特にディズニー化の4つの側面について述べている。
- テーマ設定（英語版） - ある施設や対象物を、それとはほとんど関係のない物語の中に当てはめること。例えば、テーマのあるレストラン（例: レインフォレスト・カフェ）や、ラスベガス・ストリップのテーマ性のあるホテルなど。
- ハイブリッド消費 - 異なる産業に関連した複数の消費形態が 「相互に連動」すること。例えば、イケアやコストコの中にあるレストランなど。
- マーチャンダイジング - 版権のあるイメージやロゴが入った物を使って、商品やサービスを宣伝・販売すること。例えば、ニューヨーク市のブランド"I♥NY"の入った衣類、ペン、文房具など。
- 感情労働 - 従業員をサービスの提供者としてだけでなく、エンターテインメントの提供者としても活用すること。

フランスの哲学者で、現実の本質と超現実について執筆しているジャン・ボードリヤールは、ディズニーランドを「アメリカで最も現実的な場所」と呼んでいる。それは、ディズニーランドがテーマパークであるという以上に何かを装っているわけではないからである。ボードリヤールはエッセイ"Simulations"の中で次のように書いている。
ディズニーランドは、他の場所が現実であると信じさせるために、想像上のものとして提示されているが、実際には、ロサンゼルスとそれを取り巻くアメリカの全ては、もはや現実ではなく、超現実とシミュレーションの秩序である。
また、1986年の著書"America"では、隠された企業体質を批判している。
ウォルト・ディズニーの哲学全体が、グレーの毛皮のコートを着た可愛らしく感情的な生き物たちと一緒にあなたを手から食べてしまう。私個人としては、この微笑んだ目の裏には、冷たく獰猛な獣が潜んでいると信じている。
作家のアンドレ・キーホーは、「ディズニー化」を、自由な思考、自由な行動に対する深刻な妨害となるような「メディアによって人々にいつも押し付けられるインチキな文化」と表現している。